# El Colorín Grande
El Colorín Grande är en ort i Mexiko.   Den ligger i kommunen Tacámbaro och delstaten Michoacán de Ocampo, i den södra delen av landet, 260 km väster om huvudstaden Mexico City. El Colorín Grande ligger 1 873 meter över havet och antalet invånare är 405.
Terrängen runt El Colorín Grande är lite bergig. Runt El Colorín Grande är det ganska glesbefolkat, med 25 invånare per kvadratkilometer. Närmaste större samhälle är Tacámbaro de Codallos, 10,3 km öster om El Colorín Grande. I omgivningarna runt El Colorín Grande växer huvudsakligen savannskog.